# Araeoncus malawiensis
Espèce
Araeoncus malawiensis est une espèce d'araignées aranéomorphes de la famille des Linyphiidae.

## Distribution
Cette espèce est endémique du Malawi.

## Étymologie
Son nom d'espèce, composé de malawi et du suffixe latin -ensis, « qui vit dans, qui habite », lui a été donné en référence au lieu de sa découverte, le Malawi.

## Publication originale
- Jocqué, 1981 : Erigonid spiders from Malawi (Araneida, Linyphiidae). Revue de zoologie africaine, vol. 95, p. 470-492.